# Шампање Сент Илер
Шампање Сент Илер (фр. Champagné-Saint-Hilaire) насеље је и општина у западној Француској у региону Поату-Шарант, у департману Вијена која припада префектури Монморијон.
По подацима из 2011. године у општини је живело 956 становника, а густина насељености је износила 20,62 становника/km². Општина се простире на површини од 46,36 km². Налази се на средњој надморској висини од 194 метара (максималној 195 m, а минималној 99 m).

## Демографија
| 1962. | 1968. | 1975. | 1982. | 1990. | 1999. | 2011. |
| ----- | ----- | ----- | ----- | ----- | ----- | ----- |
| 1.047 | 1.161 | 980   | 879   | 855   | 821   | 956   |

График промене броја становника у току последњих година